# Henri Vin
Henri Vin, né le 29 août 1922 à Carignan, mort le 11 septembre 1985 à Reims, est un enseignant, un résistant et un homme politique, maire de Margut, conseiller général des Ardennes et député des Ardennes.

## Biographie
Henri Vin naît à Carignan en 1922. Il a dix-sept ans à peine lorsque la Seconde Guerre mondiale éclate, trop jeune pour être mobilisé. Après l'épisode de la drôle de guerre, l'invasion allemande commence en mai 1940. L'ennemi effectue une percée sur la Meuse à Sedan. Cette partie du département des Ardennes proche de la Belgique est rapidement envahie, les blindés allemands foncent pour encercler les forces françaises et anglaises avancées en Belgique. Le 22 juin 1940, c'est l'armistice, la création d'une zone occupée et la mise en place du régime de Vichy en zone libre. Le nord des Ardennes et de la Lorraine sont en zone interdite.
Henri Vin rentre dans les Ardennes en août 1941, franchissant en fraude la ligne de démarcation de la zone interdite, puis il est employé comme instituteur stagiaire à Sedan, où il réside, et à Carignan. En février 1942, il est embauché à la SNCF. Il est enrôlé dans la Résistance par Robert Briffaut, étudiant qui avait plongé dans la clandestinité afin d’échapper au STO et qui avait rejoint le maquis franco-belge du Banel, situé entre Carignan et Florenville (Belgique), fondé et dirigé par le journaliste belge Adelin Husson.
Ne se résignant pas, il rejoint la résistance intérieure. Sous le pseudo de Petitjean, il dirige le service de renseignement du maquis du Banel, créé par Robert Briffaut. Employé de la SNCF, il utilise le téléphone de la compagnie, peu écouté. Fin 1942, à la suite de l'appel de la classe 1942, il rejoint les combattants de ce maquis qui utilisent comme refuge les zones forestières entre la France et la Belgique, entre Carignan et Florenville (le bois du Banel). Leur activité est également de récupérer les aviateurs alliés dont l'avion a été abattu : Petitjean organise une autre cache à Sedan, au 23 rue de l'Horloge
Le 31 mars 1944, la Gestapo fait une descente au 23 rue de l'Horloge et interrogent les présents sur le jeune cheminot. La mère et les sœurs d'Henri Vin, également recherchées, quittent la région.
Le 18 juin 1944, les troupes allemandes encerclent et attaquent le maquis de Banel. Henri Vin n'y est pas présent  mais 4 aviateurs américains sont arrêtés et une bonne partie des maquisards sont tués ou arrêtés et torturés. Henri Vin quitte la France pour la Suisse puis tente de gagner Londres en retraversant la France et en gagnant l'Espagne. Il est arrêté par des carabiniers espagnols à la frontière et interné à Saragosse puis au camp de concentration Miranda. À la suite de pressions anglaises, il est libéré le 28 août 1944 et conduit à Lisbonne. Il revient en France deux jours plus tard, rejoint les troupes américaines et participe à la bataille des Ardennes, dans l'hiver 1944-1945. Le 8 juin 1945, il est nommé par Georges Rastel, préfet des Ardennes, membre de la commission départementale des crimes de guerre, chargé des poursuites contre les nazis et de l'épuration.
Il devient ensuite professeur de collège. En 1959, est élu maire de Margut. Réélu quatre fois, il le reste jusqu’à sa mort.
Il est élu également comme conseiller général du canton de Carignan. Lors des élections législatives qui suivent les événements de mai 1968 et la dissolution de l'Assemblée Nationale, Henri Vin se présente aux élections législatives comme candidat de « Défense des libertés et de la République » dans la troisième circonscription des Ardennes. Il est le candidat retenu par la fédération départementale de l'Union des démocrates pour la République (UDR) mais un autre résistant, Jacques Sourdille, est candidat à la demande du Premier ministre Georges Pompidou. Au total, quatre députés de la droite s'affrontent. Henri Vin arrive en deuxième position à droite derrière Jacques Sourdille, mais la dispersion des voix profite au sortant, le socialiste Guy Desson. Il devient suppléant du député Jacques Sourdille lors de la législature suivante. Il le remplace au palais Bourbon quand ce dernier fait son entrée au gouvernement de Raymond Barre. Il siège à l'Assemblée nationale du 2 mai 1977 au 2 avril 1978,.

## Hommages
- Croix de guerre 1939–1945
- Chevalier de la Légion d'honneur
- Chevalier de l'ordre des Palmes académiques
- Chevalier de l'ordre national du Mérite

Il est décoré de la croix de guerre 1939-1945 avec palmes ainsi que de l’ordre de Léopold (Belgique) et de la médaille de la Liberté (États-Unis), pour son engagement dans les Forces françaises libres, son activité de renseignement pendant l'occupation et ses actions en faveur des aviateurs alliés. Il est également chevalier de la Légion d’honneur, titulaire des Palmes académiques, et a reçu l’ordre national du Mérite.